# Filicasso
Filicasso is het 180ste stripverhaal van Jommeke. De reeks wordt getekend door striptekenaar Jef Nys.Scenarist is Jan Ruysbergh 

## Verhaal
Op een dag krijgt Filiberke het idee om schilder te worden. Hij gaat samen met Jommeke naar een kunstveiling. Daar bestaat het toeval dat zijn schilderij wordt geveild alsof het een Picasso was. Uiteindelijk draait alles uit op een sisser. Later probeert Filiberke zijn schilderijen op de rommelmarkt te verkopen. Doch een gangster plaatst een schilderij, dat gestolen is, bij de schilderijen van Filiberke. Intussen zoekt de politie de gangster. Later, als uiteindelijk de politie weg is, komt er een mysterieuze man voor het schilderij. Dan blijkt dat alles verkocht is. De opdrachtgeefster van de mysterieuze man is woest. Deze krijgt de opdracht Filiberke te ontvoeren. Als Filiberke ontvoerd is, krijgt hij de opdracht om schilderijen te vervalsen. Jommeke, Annemieke en Rozemieke gaan naar een tentoonstelling over Picasso. Eens daar zien ze per toeval de mysterieuze man weer. Flip, de papegaai, volgt de man en ontdekt zo waar Filiberke gevangen wordt gehouden. Maar als blijkt dat Marie op de rommelmarkt de gestolen Picasso gekocht heeft, krijgen ze 's nachts bezoek van de mysterieuze man, maar deze wordt al snel overmeesterd. Dan proberen onze vrienden Filiberke te bevrijden, de eerste keer mislukt dat. Bij de tweede keer lukt het wel. De slechteriken worden opgepakt door de politie. Wat Flip betreft, hij krijgt ook nog de schilderskriebels te pakken.

## Achtergronden bij het verhaal
- De naam Filicasso is een verwijzing naar de Spaanse kunstschilder Picasso.